# 96P/Machholz
Pour les autres comètes découvertes par Donald Machholz, voir Comète Machholz.
96P/Machholz, dite Machholz 1, est une comète périodique découverte le 12 mai 1986 par Donald Machholz, astronome amateur américain, avec des jumelles 29 × 130.
La composition chimique de l'astre est sensiblement différente des comètes déjà étudiées et suggère une origine extrasolaire.
Elle est suspectée d'être à l'origine des Ariétides, pluie de météores intense qui dure du 22 mai au 2 juillet chaque année.
Elle présente la particularité d'être la comète possédant la plus petite distance au périhélie (0,124 UA) des comètes à courte période. Cette distance diminue à chaque nouveau retour.
Son orbite est de 5,29 ans, elle est actuellement en résonance 9:4 avec Jupiter, elle passera près de la Terre en 2028 et pourrait éventuellement être éjectée du système solaire.
En janvier 2002, elle fut étudiée par le télescope spatial SOHO.

## Composition chimique
L'étude spectrométrique effectuée lors du passage de 2007 a révélé certaines anomalies parmi les taux de carbone et d'autres composés de sa chevelure et de sa tête. Le taux de cyanogène (de formule CN-CN) est inférieur d'un facteur 72 à celui mesuré dans l'ensemble des autres comètes. Les molécules à deux ou trois atomes de carbone (notées C2 et C3) y sont beaucoup moins abondantes. Ces indices peuvent suggérer que ce serait une comète interstellaire.